# Arlevad (gods)
Arlevad (dansk) eller Arlewatt (tysk) var et gods beliggende ved landsbyen Arlevad på den slesvigske gest i Sydslesvig. Stedet hører i dag under Arlevad Kommune i Nordfrislands kreds i den nordtyske delstat Slesvig-Holsten. I kirkelig henseende hører stedet under Olderup Sogn. Sognet lå i den danske periode indtil 1864 i Sønder Gøs Herred (Husum Amt, Slesvig).
Arlevad er første gang nævnt 1466. Stednavnet beskriver beliggenheden ved et vadested over Arlåen.
Arlevad er et af de ældste adelsgodser i det vestlige Sønderjylland. Godset kom 1595 til Gottorp, men blev med det samme videresolgt til Søgaard. Til godset hørte hele Olderup Sogn og ejendomme i Mildsted Sogn (Ipernsted, Øster Husum), i Svesing Sogn (Arnfjolde, Vester- og Øster Ørsted, i Fjolde Sogn (Vedbæk, Øster Fjolde) og i Trelstrup Sogn (Bomsted) samt i kirkebyen Langsted. Dertil kom strøgods i Sølvested i Arns Herred, Dagebøl og Galmsbøl i Bøking Herred. de to sidstnævnte var en arvedel af Toftum gods, der i 1583 kom til Arlevad. En del blev frasolgt i 1600-tallet. I 1772 blev Arlevad gods parcelleret, men først 1836 helt ophævet. De spredt liggende besiddelser hørte senere under Nørre og Sønder Gøs Herreder (Bredsted og Husum amter).